# Wednesfield
Wednesfield är en ort i distriktet Wolverhampton, i Storbritannien. Den är belägen i grevskapet West Midlands och riksdelen England, i den södra delen av landet, 180 km nordväst om huvudstaden London. Wednesfield ligger 141 meter över havet och antalet invånare är 33 555. Wednesfield var en civil parish 1866–1966 när blev den en del av Wolverhampton, Essington och Walsall. Civil parish hade 33 048 invånare år 1961. Staden nämndes i Domedagsboken (Domesday Book) år 1086, och kallades då Wodnesfelde.
Terrängen runt Wednesfield är platt. Runt Wednesfield är det mycket tätbefolkat, med 3 022 invånare per kvadratkilometer. Närmaste större samhälle är Birmingham, 17,8 km sydost om Wednesfield. Runt Wednesfield är det i huvudsak tätbebyggt.
Kustklimat råder i trakten. Årsmedeltemperaturen i trakten är 10 °C. Den varmaste månaden är juli, då medeltemperaturen är 20 °C, och den kallaste är januari, med 0 °C.